# Kurmark

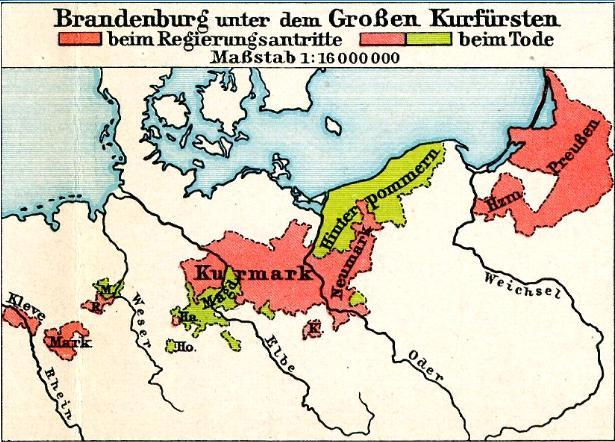
Kurmark (1688)

Kurmark kallades förr huvuddelen av markgrevskapet Brandenburg (den mindre delen kallades Neumark).
Kurmark  omfattade Altmark (med huvudorten Stendal), Prignitz (eller Vormark, med huvudorten Perleberg), Mittelmark (med huvudorten Brandenburg an der Havel), Uckermark (med huvudorten Prenzlau) samt herrskapen Beeskow och Storkow, tillsammans 24 600 km². 
Namnet Kurmark uppstod, då kurfurstevärdigheten 1356 förlänades markgrevarna av Brandenburg, och kvarlevde till 1806. Mellan 1535 och 1571 delades Brandenburg i det större kurfurstendömet Brandenburg, som gick under beteckningen Kurmark, och det mindre markgrevskapet Brandenburg-Küstrin, som huvudsakligen utgjordes av Neumark. De två delarna återförenades genom arv efter markgreven Johan av Brandenburg-Küstrins död, men beteckningarna kvarstod.